# Intimacy (película)
Intimacy, título en el doblaje en español Intimidad, es una película de 2001 dirigida por Patrice Chéreau, protagonizada por Mark Rylance y Kerry Fox. Es una coproducción internacional (Francia, Reino Unido, Alemania y España), con una banda sonora de canciones pop de las décadas 1970 y 1980. Fue escrita por Patrice Chéreau y Anne-Louise Trividic, a partir de historias de Hanif Kureishi, quien también escribió una novela con el mismo título. Ha estado asociada por New French Extremity.

## Sinopsis
Un músico fracasado de Londres conoce en una semana a una mujer durante una serie de intensos encuentros sexuales para alejarse de las realidades de la vida. Pero cuando comienza a preguntar por ella, pone en riesgo su relación.

## Elenco
- Mark Rylance - Jay
- Kerry Fox - Claire
- Susannah Harker - Susan, esposa de Jay
- Alastair Galbraith - Víctor
- Philippe Calvario - Ian
- Timothy Spall - Andy
- Marianne Faithfull - Betty
- Fraser Ayres - Dave
- Michael Fitzgerald - propietario de bar
- Robert Addie - propietario de bar

## Recepción y premios
Galardonada con el Oso de oro a la mejor película y el Oso de plata a la mejor actriz a Kerry Fox, en el Festival de Berlín de 2001. La película fue colocada en el número 91 en la revista Slant como una de las mejores de 2000.